# Карме
Карме је четрнаести, познати, Јупитеров сателит. По грчкој митологији Карме је, са Зевсом, била мајка Бритомартиде, критске богиње. Овај сателит је открио Николсон 1938. године. Ананке, Карме, Пасифе и Синопе су посебни сателити јер су им орбите ретроградне (за разлику од других Јупитерових сателита који се крећу у супротном смјеру). Пречник овог сателита је 40 km а удаљеност од Јупитера је 22.600.000 km.